# Kościół Chrystusa Króla w Wielinie
Kościół Chrystusa Króla – rzymskokatolicki kościół filialny należący do parafii Podwyższenia Krzyża Świętego w Polanowie, dekanatu Polanów, diecezji koszalińsko-kołobrzeskiej, metropolii szczecińsko-kamieńskiej, zlokalizowany w Wielinie,

## Historia kościoła
Kościół w Wielinie wybudowany został w 1669 roku z muru pruskiego. Początkowo służył ewangelikom jako miejsce kultu. Po II wojnie światowej kościół przeszedł w ręce katolików. 1 października 1945 roku świątynia została konsekrowana przez księdza Hruzę.

## Architektura i wnętrze kościoła

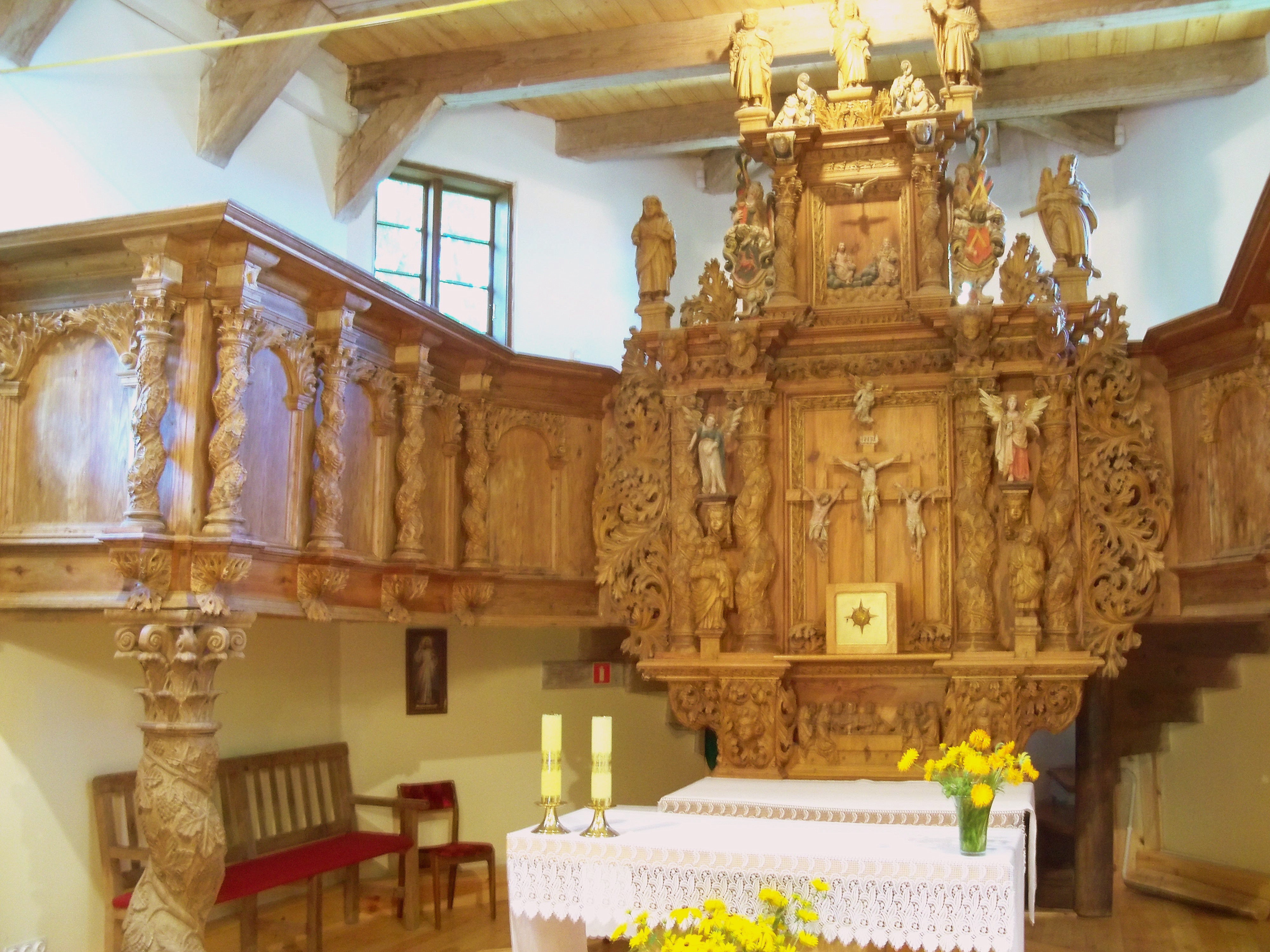
Wnętrze świątyni - ołtarz

Kościół jest przykładem ryglowej architektury sakralnej z końca XVII wieku na terenie Pomorza Środkowego. We wnętrzu znajdują się m.in.:
- barokowy ołtarz,
- ambona,
- loże kolatorskie.

Ołtarz pochodzi z około 1700 roku i został wykonany w stylu barokowym w formie rozbudowanej 2-kondygnacyjnej i 3-osiowej nadstawie. Pole środkowe zawiera scenę Ostatniej Wieczerzy. Boki ołtarza zajmują figury Matki Boskiej i św. Jana. Całość ołtarza wieńczą symetrycznie ustawione figury:
- w centrum - Chrystusa Króla,
- boki - św. Piotra i św. Pawła.

W latach 1983–1985 ołtarz, ambona i loże kolatorskie zostały poddane pełnej konserwacji (oczyszczone, zdezynfekowane, impregnowane, zostały uzupełnione ubytki, politurowane i polichromowane). Prace te zostały wykonane przez konserwatorów z Pracowni Konserwacji Dzieł Sztuki w Gdańsku.